# Ruellia viscidula
Ruellia viscidula är en akantusväxtart som först beskrevs av Carl Friedrich Philipp von Martius och Christian Gottfried Daniel Nees von Esenbeck, och fick sitt nu gällande namn av Gustav Lindau. Ruellia viscidula ingår i släktet Ruellia och familjen akantusväxter. Inga underarter finns listade i Catalogue of Life.